# 半崎靖雄
半崎 靖雄（はんざき やすお、1962年12月12日 - ）は、松濤館空手の指導者
現在、 日本空手協会師範を務めている 。 

## 経歴
1962年12月12日、 青森県生まれ。 大正大学 出身。 空手は高校最初の年に開始した。

## 競技歴
空手競技で次の成功を収めた。
メジャートーナメント成果
- 第42回JKA全日本空手道選手権（1999）-組手3位
- 第35回JKA全日本空手道選手権（1992）-組手3位
- 第34回JKA全日本空手道選手権（1991）-組手2位
- 第33回JKA全日本空手道選手権（1990）-組手3位